# برانكو وايس
برانكو وايس هو رائد أعمال سويسري، ولد في 23 أبريل 1929 في زغرب في كرواتيا، وتوفي في 31 أكتوبر 2010 في تسوليكون في سويسرا.